# Карл фон Бардольфф
Карл Бардольфф, в 1918-19 роках — барон фон Бардольфф (нім. Carl Freiherr von Bardolff; 3 вересня 1865, Ґрац — 17 травня 1953, Ґрац) — австрійський і німецький офіцер, генерал піхоти вермахту, оберфюрер СА.

## Біографія
Син службовця цивільного суду. З жовтня 1884 по вересень 1885 року служив однорічником в піхотному полку №4. З жовтня 1885 по вересень 1888 року вивчав право в університеті Ґраца. 1 березня 1889 року повернувся на військову службу. З 1 грудня 1911 року — ад'ютант і старший офіцер військової канцелярії ерцгерцога Франца Фердинанда. Був присутній під час вбивства ерцгерцога.
Учасник Першої світової війни. З серпня 1914 року — командир 29-ї піхотної бригади. З 27 вересня 1914 року — начальник генштабу 2-ї армії, з листопада 1915 року — також начальник генштабу групи армій Бем-Ермолі. З січня 1918 року — командувач всіма австрійськими військами у внутрішніх  районах. З 9 березня 1918 року — командир 60-ї піхотної бригади. 3 вересня 1918 року очолив відділ одягу і суспільного харчування Військового міністерства. 1 квітня 1919 року відправлений у відставку.
Спочатку працював юристом, з 1921 по 1932 рік — директор промислової групи. Бардольфф завжди був переконаним монархістом, проте в 1930-х роках почав симпатизувати нацистам: в 1932-37 роках — голова Німецької народної ради в Австрії, одночасно Німецького клубу у Відні.
Після аншлюсу 10 квітня 1938 року став безпартійним депутатом рейхстагу. 12 березня 1938 року вступив у СА. В часи Третього Рейху був членом контрольних рад ряду підприємств, а також займав ряд почесних посад: імперський почесний суддя Німецького трудового фронту, президент Віденського відділу Німецько-японського товариства і почесний президент Німецького товариства оборонної політики і оборонних наук. 1 серпня 1938 року переданий в розпорядження вермахту, проте жодних призначень не отримав. 
Після завершення Другої світової війни був тимчасово заарештований окупаційною владою союзників. Бардольффу заборонили займатись письменницькою діяльністю.

## Звання
- Генерал-майор (2 березня 1915)
- Фельдмаршал-лейтенант (4 березня 1918)
- Оберфюрер СА (12 травня 1938)
- Генерал-лейтенант в розпорядженні (15 березня 1938)
- Генерал піхоти в розпорядженні (27 серпня 1939)

## Нагороди
- Ювілейна пам'ятна медаль 1898
- Ювілейний хрест (1908)

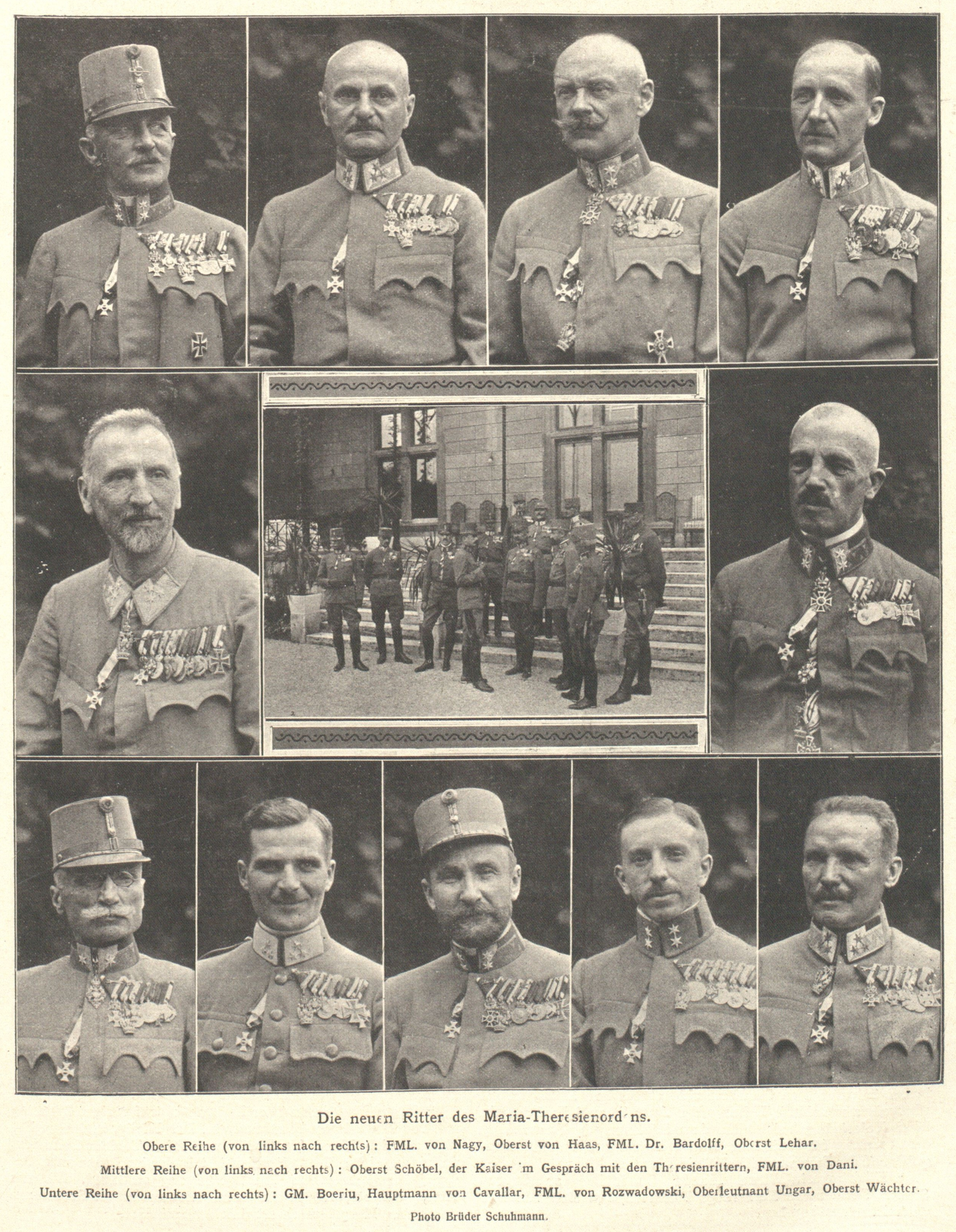
Офіцери, нагороджені орденом Марії Терезії 17 серпня 1918 року. Бардольфф — другий праворуч у верхньому ряду.

- Хрест «За військові заслуги» (Австро-Угорщина)
  - 3-го класу
  - 2-го класу з військовою відзнакою і мечами — нагороджений двічі.
- Орден Франца Йосифа
  - лицарський хрест
  - великий хрест з мечами
- Орден Залізної Корони
  - 3-го класу
  - 2-го класу з військовою відзнакою і мечами
- Бронзова і срібна медаль «За військові заслуги» (Австро-Угорщина) з мечами
- Орден Леопольда (Австрія)
  - лицарський хрест
  - командорський хрест з військовою відзнакою і мечами
- Залізний хрест 2-го і 1-го класу (Німецька імперія)
- Pour le Mérite (Німецька імперія) (17 липня 1917)
- Срібна медаль «Ліакат» з шаблями (Османська імперія)
- Військовий орден Марії Терезії, лицарський хрест (17 серпня 1918) — вручений імператрицею Зітою.
- Хрест «За вислугу років» (Австрія) 2-го класу для офіцерів (25 років)
- Військовий Хрест Карла
- Пам'ятна військова медаль (Австрія) з мечами
- Почесний хрест ветерана війни з мечами (Третій Рейх)